# Любов на инат
„Любов на инат“ (на турски: İnadına Aşk, в най-близък превод Да обичаш на инат) e турски сериал, премиерно излъчен през 2015 г. Сериалът завършва без еднозначен финал.

## Актьорски състав
- Аджеля Топалоглу – Дефне Барутчу-Арас
- Джан Яман – Ялън Арас
- Нилай Дуру – Йешим Арас-Барутчу
- Ерен Вурдем – Чънар Барутчу
- Джевахир Туран – Езги Аксой
- Джем Белеви – Дениз Арас
- Йешим Далгъчер – Лейля Аксой
- Танер Румели – Топрак Барутчу
- Илай Еркьок – Дамла Башар
- Тибет Дурсун – Идрис-Дорук Барутчу
- Билге Шен – Пембе Барутчу
- Селим Гюрата – Сюрея Арас
- Елвин Левинлер – Нехир Арас
- Арас Айдън – Полат Барутчу
- Бюшра Чам – Хабибе Сатърджъ
- Месут Йълмаз – Адем
- Гизем Тотур – Сонгюл
- Фунда Ескиоглу – Мефтуне
- Ахенк Демир – Седеф Акънджъ
- Ейлюл Су Сапан – Аслъ Вардар

## В България
В България сериалът започва излъчване на 28 август 2018 г. по bTV и завършва на 15 ноември. Дублажът е на студио Медиа Линк. Ролите се озвучават от Гергана Стоянова, Елена Русалиева, Биляна Петринска, Иван Танев и Георги Стоянов.
На 13 март 2019 г. започва повторно излъчване по bTV Lady, като епизодите са с продължителност 45 минути и завършва на 15 юли. На 14 ноември 2020 г. започва ново повторение и завършва на 27 февруари 2021 г.

## Финал
Осман Ексам, продуцентът и режисьорът на сериала на FOX "Любов на инат" (İnadına Aşk), обявява, че сериалът трябва да бъде спрян и свален от ефир. Решението да бъде спрян телевизионният сериал "Любов на инат" (Inadına Aşk) е в резултат на невъзможността му да постигне същите рейтинги през 2016 г. като тези през 2015 г., когато стартира на телевизионния екран в Турция и постига върховни рейтингови нива. Рейтингите започват да падат след преместването му за излъчване в сряда, докато преди това е било в четвъртък. Осман Ексам, казва, че темата за "Любов на инат" (Inadına Aşk) няма почва след брака и поради това той вярва, че темата трябва да бъде оставена докато е на върха. Поради тази причина Ексам обявява, че сериалът трябва ще бъде прекратен и че ще бъде свален от ефир. 1
Така в Турция се излъчва последна 32 серия на сериала (в България е 89 серия), която не е финал, няма развръзка и край на историята, а просто последна серия. 